# 尼古拉·泰奥多尔·德·索绪尔
尼古拉·泰奥多尔·德·索绪尔（法語：Nicolas-Théodore de Saussure，發音：[nikɔla teɔdɔʁ də sosyʁ]；1767年10月14日—1845年4月18日）是瑞士化學家，也是對植物化學有卓著貢獻的植物生理學家。他也是研究光合作用的重要先驅之一。

## 註記
1. ↑  . Dictionnaire historique de la Suisse.   [2016-11-02]. （原始内容存档于2016-10-24）.
2. ↑  Hill, Jane F.; de Saussure, Theodore. . . New York: Springer. 2013  [2016-10-29]. ISBN 978-1-4614-4136-6. （原始内容存档于2017-02-02）.